# Sipapu Bridge
Sipapu Bridge est une arche naturelle du comté de San Juan, dans l'Utah, aux États-Unis. Elle est protégée au sein du Natural Bridges National Monument.